# Semarang
Semarang là một thành phố Indonesia. Đây là thành phố lớn thứ 5 đảo Java sau thủ đô Jakarta, Surabaya, Bandung, và Medan. Semarang nằm trên bờ biển phía bắc của đảo Java, Indonesia. Nó là thủ phủ của tỉnh Trung Java. Nó có diện tích 225,17km ² và dân số khoảng 1,3 triệu người, là thành phố đông dân thứ 11 của Indonesia. Semarang là một cửa ngõ chính trong thời kỳ thuộc địa Hà Lan, và vẫn còn một cảng quan trọng ngày hôm nay, thành phố có dân số chủ yếu là người Java. Lịch sử của Semarang trở lại thế kỷ thứ chín, khi nó được gọi là Bergota. Đến cuối thế kỷ thứ mười lăm, Hồi giáo Java truyền giáo từ Vương quốc Hồi giáo gần đó Demak.
Trong lịch sử, nhà Nguyễn thường cho thuyền đến đây buôn bán và gọi là Tam Ba Lăng (tiếng Trung: 三吧凌).